# Saikhom Mirabai Chanu
Saikhom Mirabai Chanu (ur. 8 sierpnia 1994 w Nongpok Kakching) – hinduska sztangistka, srebrna medalistka igrzysk olimpijskich i mistrzyni świata.

## Kariera
Na igrzyskach olimpijskich w Tokio w 2020 roku wywalczyła srebrny medal w wadze muszej. W zawodach tych rozdzieliła na podium Chinkę Hou Zhihui i Windy Cantikę Aisah z Indonezji. W 2017 roku zwyciężyła w tej samej kategorii wagowej na mistrzostwach świata w Anaheim. Ponadto zdobyła złoty medal na igrzyskach Wspólnoty Narodów w Gold Coast w 2018 roku i srebrny podczas igrzysk Wspólnoty Narodów w Glasgow cztery lata wcześniej. Brała także udział w igrzyskach olimpijskich w Rio de Janeiro w 2016 roku, jednak nie ukończyła rywalizacji w wadze muszej.